# Akio Yashiro
Akio Yashiro (født 10. september 1929 i Tokyo Japan, død 9. april 1976)  var en japansk komponist, pianist og lærer.
Yashiro studerede på musikkonservatoriet i Tokyo hos bl.a. Akira Ifukube. Han studerede senere privat i Paris hos Olivier Messiaen og Nadia Boulanger.
Akio Yashiro har skrevet en symfoni som hører til en de betydningsfulde værker i moderne japansk orkestermusik, orkesterværker, kammermusik, solostykker for mange forskellige instrumenter etc.
Yashiro underviste på Tokyo University of the Arts og Toho Gauken School of Music.

## Udvalgte værker
- Symfoni (1958) - for stort orkester
- Klaverkoncert (1967) - for klaver og orkester
- Cellokoncert (1960) - for cello og orkester
- Strygekvartet (1955)